# Karratha
Karratha is een stad in de regio Pilbara in West-Australië. Het ligt 1.575 kilometer ten noordnoordoosten van Perth en 241 kilometer ten westen van Port Hedland. In 2021 telde Karratha 17.013 inwoners tegenover 11.728 in 2006.

## Geschiedenis
Meer dan veertigduizend petrogliefen in de streek wijzen op de lange aanwezigheid van de Ngarluma en Yinidbarndi Aborigines in de streek. De eerste Europeaan die de Pilbara aandeed was kapitein De Witt toen zijn schip in 1628 vastliep nabij kaap Thouin. Na een korte verkenning van de kust gaf hij het de naam De Witt Land. In 1699 zeilde William Dampier met het schip The Roebuck de Dampier-archipel in en ging aan land op Enderby-eiland. In 1818 bereikte kapitein Phillip Parker King met het schip Mermaid de Dampier-archipel en gaf Nickolbaai en de Intercourse-, Lewis- en Enderby-eilanden hun naam. Ontdekkingsreiziger Francis Thomas Gregory deed de Nickolbaai aan met het schip Dolphin in 1861. Dr. Baynton en Harry Whittal-Venn stampten in 1866 Karratha Station uit de grond.
Het Nickol Bay District werd opgericht in 1871 en in juli werden haar eerste leden verkozen. In 1878 werd het district opgedoekt en het Roebourne Roads Board District opgericht. Doorheen de jaren werden de Ashburton, Tableland en Port Hedland Roads Boards afgesplitst van de Roebourne Roads Board. De streek leefde in de 19e en eerste helft van de 20e eeuw voornamelijk van de veeteelt en de parelvisserij. In 1961 werd het ''Roebourne Roads Board District vervangen door de Shire of Roebourne. In 1960 was de ban op de export van ijzererts opgeheven. Het havenplaatsje Dampier groeide uit zijn voegen door de groeiende ijzerertsindustrie rond Tom Price en in 1968 werd Karratha gesticht om de havenarbeiders van Dampier te huisvesten. Het plaatsje werd naar de Karratha Station vernoemd. Karratha is een Aborigineswoord dat "goed land" of "zachte aarde" betekent. In 1970 werd begonnen met de constructie van de eerste gebouwen en in 1971 kwamen de eerste inwoners aan. In 1975 werd Karratha het administratief centrum voor de Shire of Roebourne.
Vanaf de jaren 1980 streek de olie- en gasindustrie neer in de streek met onder meer het North West Shelf (NWS) Project. De ijzererts-, olie- en gasindustrie groeide in het begin van de 21e eeuw mee met de Chinese economie. In 2014 kreeg de Shire of Roebourne de stadsstatus en werd de City of Karratha.

## Economie
De economie van Karratha is voornamelijk gebaseerd op de ontginning van grondstoffen. Er zijn drie havens nabij Karratha waarlangs de grondstoffen uitgevoerd worden: Dampier, kaap Lambert en kaap Preston. De luchthaven van Karratha vliegt personeel in en uit. De LGA City of Karratha was in 2015  economisch de op vijf na grootste LGA van Australië met een bruto regionaal product (cfr. BNP) van 19,69 miljard AUD. Het gevaar bestaat echter dat wanneer de grondstoffenindustrie verzwakt of verdwijnt de hele streek zal doodbloeden. Daarom wordt geprobeerd om de streek aantrekkelijker te maken voor ondernemers en de economie te diversificeren. Er wordt gewerkt aan een betere infrastructuur en energievoorziening.

### Toerisme
Ook toerisme kan helpen de economie te diversificeren. De streek rond Karratha heeft enkele belangrijke troeven :
- De Dampier-archipel met haar tweeënveertig eilanden.
- Het Aborigines-erfgoed waaronder meer dan veertigduizend petrogliefen.
- Historische plaatsen als Roebourne en Cossack.
- Het industrieel erfgoed.

## Transport
Karratha ligt langs de North West Coastal Highway. De busdienst van 'Integrity Coach Lines' tussen Perth en Broome doet Karratha enkele keren per week aan.
Karratha heeft een luchthaven: Karratha Airport (KTA: KAX;ICAO: YPKA).

## Klimaat
Karratha kent een steppeklimaat.
| Maand                                  | jan  | feb  | mrt  | apr  | mei  | jun  | jul  | aug  | sep  | okt  | nov  | dec  | Jaar  |
| -------------------------------------- | ---- | ---- | ---- | ---- | ---- | ---- | ---- | ---- | ---- | ---- | ---- | ---- | ----- |
| Gemiddeld maximum (°C)                 | 35,9 | 35,8 | 36,2 | 34,4 | 30,0 | 26,5 | 26,3 | 28,3 | 30,9 | 34,1 | 35,0 | 35,8 | 32,4  |
| Gemiddeld minimum (°C)                 | 26,8 | 26,7 | 25,9 | 22,8 | 18,3 | 15,1 | 13,8 | 14,3 | 17,0 | 20,8 | 23,1 | 25,6 | 20,8  |
|                                        |      |      |      |      |      |      |      |      |      |      |      |      |       |
| Neerslag (mm)                          | 47,7 | 75,4 | 46,8 | 17,3 | 27,7 | 36,0 | 14,0 | 4,1  | 1,3  | 0,4  | 1,4  | 13,6 | 285,7 |
| Regendagen (dag)                       | 3,3  | 4,2  | 3,0  | 1,3  | 2,2  | 2,1  | 1,3  | 0,6  | 0,3  | 0,1  | 0,2  | 1,0  | 19,6  |
| Relatieve luchtvochtigheid (%)         | 51   | 55   | 46   | 40   | 42   | 44   | 40   | 35   | 36   | 38   | 41   | 47   | 42,9  |
| Bron: Australian Bureau of Meteorology |      |      |      |      |      |      |      |      |      |      |      |      |       |